# Florence Rimbault
Florence Rimbault, née le 1er décembre 1963 à Angoulême, est une footballeuse française évoluant au poste de milieu de terrain.

## Carrière

### Carrière en club
Florence Rimbault évolue toute sa carrière à l'ASJ Soyaux de 1979 à 1998 ; elle y remporte le Championnat de France de football féminin 1983-1984.

### Carrière en sélection
Florence Rimbault compte 22 sélections en équipe de France féminine entre 1979 et 1988, et marque un but contre la Suisse le 15 mars 1990 en amical. 
Elle reçoit sa première sélection en équipe nationale le 20 juillet 1979, en amical contre l'Écosse (match nul 0-0). Elle joue son dernier match le 8 octobre 1988, pour le compte des qualifications pour le championnat d'Europe féminin 1989 contre la Tchécoslovaquie (match nul 0-0).